# Вук Бранкович
Вук Бранкович (на сръбски: Вук Бранковић) е сръбски деспот, душанов властел и самостоятелен владетел на земите на днешно Косово със Скопско, включително и град Скопие след края на Душановото царство – 1371 г.
Вук Бранкович е син на Бранко Младенович, управител на Охрид, и един от най-верните властели на цар Стефан Урош V (може би единственият средновековен владетел, който е пряк наследник на всички управляващи Търново царски династии).
Вук Бранкович се упоменава за първи път през 1370 г. като владетел на апанажа на Косово поле, т.е. областта обхващаща днешна Прищина, Вучитрън и Звечан, където е била и резиденцията му – в Дреница. През 1377 г. овладява и Скопие, а през следващата 1378 – и Призрен, а на северозапад владението му достига до поречието на Лим, т.е. до пределите на средновековните сръбски земи. Взема участие в Косовската битка. Отстъпва на османците Скопие през януари 1392 г., ангажирайки се да им плаща харадж. Предполага се, че през 1396 г. султан Баязид I го прогонва от управляваната от него област, гледайки на него като на неблагонадежден васал, и той умира в изгнание, но никой не знае къде точно, макар датата на смъртта му да е известна – 6 октомври 1397 г. Неговият по-голям брат Никола Радоня пренася тленните му останки и ги погребва в манастира Свети Павел в Света гора. Управляваната от него област султанът предава на наследниците на княз Лазар, и по-точно на верния на Баязид негов зет Стефан Лазаревич, имайки предвид, че Баязид е женен за сестрата на Стефан – Оливера Лазаревич, известната деспина Оливера. За наследниците на Вук Бранкович остава едно владение около Вучитрън и Трепча.

## Семейство
Вук Бранкович е зет на княз Лазар – женен е за дъщеря му Мара Лазаревич. Има трима сина:
- Григор Бранкович, приема монашески сан и умира под името Герасим през 1408 г. в Хилендарския манастир;
- Георги Бранкович, поема от своя вуйчо Моравското деспотство;
- Лазар Бранкович, влиза в спор с вуйчо си Стефан Лазаревич за земи; убит е по заповед на Муса Челеби на 11 юли 1410 г.